# Trận Rubizhne

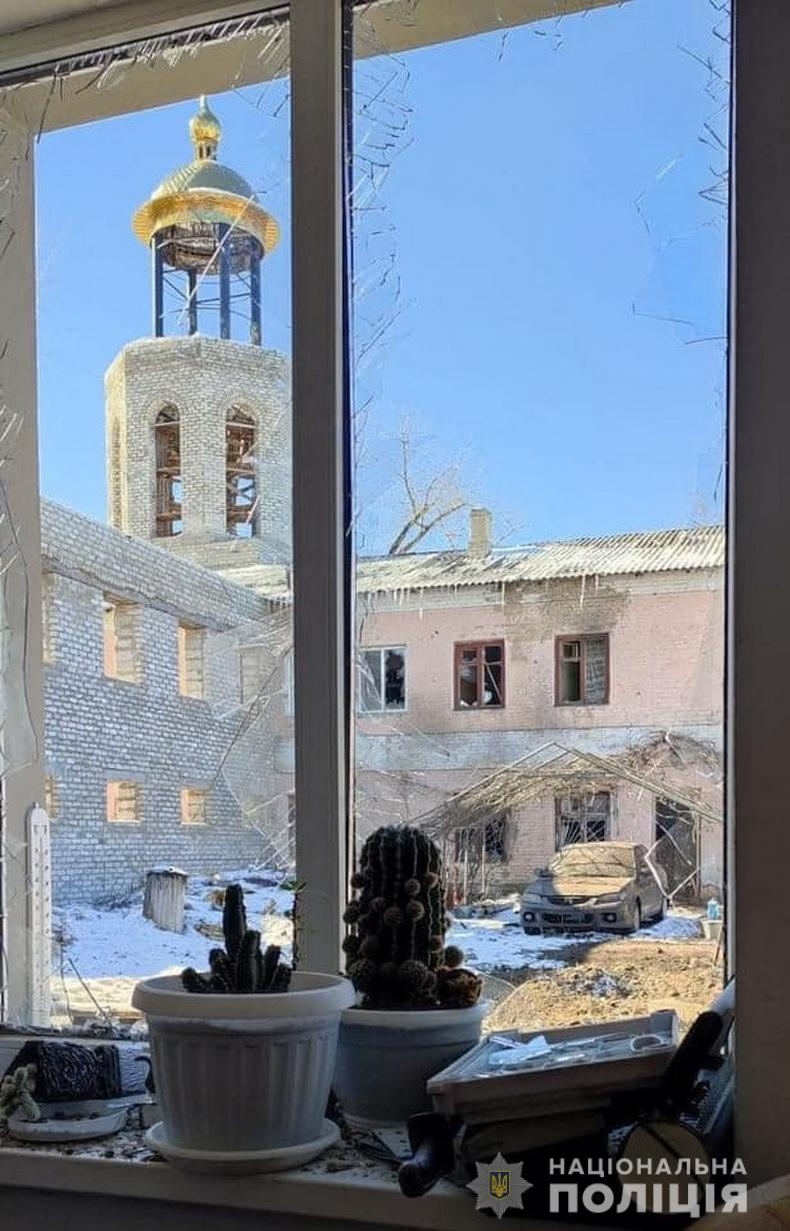
Nhà thờ Matrona ở Rubizhne sau trận oanh tạc của Nga ngày 24 tháng 3 năm 2022

Trận Rubizhne là một trận giao tranh ở Rubizhne diễn ra giữa quân Nga với quân Ukraina như một phần của chiến dịch miền Đông Ukraina và chiến dịch Donbas trong sự kiện Nga xâm lược Ukraina năm 2022. Trận Rubizhne bắt đầu vào ngày 15 tháng 3 năm 2022 và kết thúc vào ngày 12 tháng 5 năm 2022 với kết quả thắng lợi nghiêng về phía Nga và Cộng hòa Nhân dân Lugansk. Sau cuộc chiến này cũng có ít nhất 13 thường dân thiệt mạng và 14 người bị thương do giao tranh trong thành phố.

## Diễn biến
Vào khoảng 15 giờ ngày 28 tháng 2 năm 2022, lực lượng Nga bắt đầu pháo kích vào Sievierodonetsk là trung tâm hành chính của Luhansk Oblast nằm ngay phía đông nam của Rubizhne. Theo Serhiy Haidai, thống đốc tỉnh Luhansk thì đã có một người đã thiệt mạng và một số người bị thương. Các đường ống dẫn khí đốt cũng bị trúng đạn pháo. Vào ngày 2 tháng 3 năm 2022, giao tranh đã được báo cáo đã diễn ra ở hầu hết các ngôi làng gần Sievierodonetsk. Lực lượng Nga tiếp tục pháo kích vào thành phố, trong đó có một phòng tập thể dục của trường học được dùng làm hầm tránh bom. Không có trường hợp tử vong nào được báo cáo. Đến 15h20 ngày hôm đó (ngày 2 tháng 3 năm 2022), một quan chức Ukraina cho biết lực lượng Nga đã cố gắng tiến vào thành phố nhưng bị đẩy lui. Những ngày sau đó, Haidai tuyên bố rằng giao tranh đang diễn ra ở ngoại ô Lysychansk, Sievierodonetsk và Rubizhne.
Vào ngày 20 tháng 4 năm 2022, lực lượng Nga và LPR tiến vào Rubizhne chiếm được khu vực trung tâm thành phố. Tính đến ngày 26 tháng 4 năm 2022, quân đội Nga đang dần tiến về phía tây và phía nam thành phố trong nỗ lực bao vây lực lượng Ukraina. Truyền thông Ukraina đưa tin vào ngày 3 tháng 5 rằng máy bay Nga đã ném bom một phương tiện vận tải chuyên chở ngũ cốc ở Rubizhne. Máy nâng ngũ cốc thuộc sở hữu của Golden AGRO LLC và khai trương vào năm 2020 đã bị phá hủy hoàn toàn. Ngoài ra, vào ngày 3 tháng 5 năm 2022, ngôi làng Mykhailivka gần Rubizhne cũng bị pháo kích. Tu viện Barbarian của Elijah và Hiệu trưởng Tu viện St. Elijah Barbarian Theodosius của Chernihiv ở Mykhailivka, Parthenius qua đời. Vào ngày 4 tháng 5 năm 2022, lực lượng Ukraina tuyên bố rằng lực lượng Nga đã cố gắng giành toàn quyền kiểm soát Rubizhne nhưng không thành công. Có thông tin cho rằng lực lượng Nga đã chiếm giữ Rubizhne và thị trấn Voevodivka gần đó vào ngày 12 tháng 5 năm 2022. BBC tuyên bố rằng trong cuộc chiến giành Rubizhne, có tới 1500 quả đạn pháo mỗi ngày đã được bắn trước khi quân Nga tiến lên chiếm lấy cứ điểm này.